# Carl-Eric Bodén
Carl-Eric Hampus Bodén, född 13 november 1909 i Saltsjö-Duvnäs, Nacka död där 2 april 2003, var en svensk målare och konsthantverkare.
Han var son till advokaten Hampus Bodén och hans maka Elsa född Asp och från 1943 gift med Kate-Marie Lennmalm. Bodén studerade vid Tekniska skolan och Otte Skölds målarskola, innan han fortsatte vid Konsthögskolan 1926-1931, därefter företog han studieresor till de nordiska länderna och Tyskland. Han medverkade i grupputställningen Bumerangen på Liljevalchs konsthall och med gruppen 9 unga på Charlottenborg i Köpenhamn samt samlingsutställningar med Sveriges allmänna konstförening. Hans konst består av småskaliga landskapsbilder, figurer och interiörer i olja. Han var tillsammans med Sture Brandtberg en av initiativtagarna till bildandet av Nacka konstförening 1955. Bodén är representerad vid Göteborgs konstmuseum.